# پوشماتاها (آلاباما)
پوشماتاها (به انگلیسی: Pushmataha) یک منطقهٔ مسکونی در ایالات متحده آمریکا است که در شهرستان چاکتاو، آلاباما واقع شده‌است. پوشماتاها ۷۴٫۰۷ متر بالاتر از سطح دریا واقع شده‌است.